# Zhou Jufang
Zhou Jufang (chiń. 周菊芳; ur. 19 grudnia 1985) – chińska niepełnosprawna kolarka. Brązowa medalistka paraolimpijska w kolarstwie z Pekinu w 2008 roku.

## Medale Igrzysk Paraolimpijskich

### 2008
- – Kolarstwo – trial na czas – LC 1–2/CP 4